# The Alan Thicke Show
Alan Thicke Show là một chương trình trò chuyện ban ngày của Canada được tổ chức bởi Alan Thicke. Đây là một sự thay thế cho The Alan Hamel Show, diễn ra từ năm 1976 đến 1980, nó được phát sóng trên CTV từ năm 1980 đến 1983. Trong thời gian hoạt động, các cuộc phỏng vấn nổi bật trong các tuần đã được chỉnh sửa cùng nhau cho một loạt thời gian chính hàng tuần trên CTV được phát sóng dưới tiêu đề Prime Cuts and Fast Company. Thicke rời khỏi loạt phim để ra mắt một chương trình trò chuyện ở Mỹ, Thicke of the Night, và được thay thế bởi Don Harron, với chương trình sau đó được đổi tên thành The Don Harron Show.